# 금해나
금해나(1987년 4월 29일 ~ )는 대한민국의 배우이다.

## 학력
- 경기대학교 연기학과

## 출연작

### 영화
- 《캐논볼》 (2021년) - 연정 역
- 《혼자 사는 사람들》 (2021년) - 팀장 역
- 《더스트맨》 (2021년) - 서울역 의사 역
- 《파도를 걷는 소년》 (2020년) - 신해나 역
- 《각자의 입장》 (2019년) - 란희 역
- 《입문반》 (2019년)
- 《스타렉스》 (2019년)
- 《82년생 김지영》 (2019년) - 워킹맘 역
- 《기쁜 우리 젊은 밤》 (2017년)
- 《내 차례》 (2017년) - 미경 역
- 《악녀》 (2017년) - 기도원 훈련생들 역
- 《더 킹》 (2017년) - 펜트하우스걸 11 역
- 《건우와 덴마크》 (2016년) - 혜미 역
- 《그랜드파더》 (2016년) - 여학생 4 역
- 《기다리는 남자》 (2015년)
- 《도약선생》 (2011년)

### 드라마
- 《킬러들의 쇼핑몰》 (Disney+, 2023년) - 소민혜
- 《런 온》 (JTBC, 2020년) - 정현

### 연극
- 《오셀로의 식탁》
- 《전국싸움대회》
- 《삼국유사 연극만발 - 남산에서 길을 잃다》
- 《유령 소나타》
- 《결혼하고도 못해본남자》

## 수상 목록
- 2024년 제3회 청룡 시리즈 어워즈 여우 조연상 (킬러들의 쇼핑몰)